# 梦之岛公园
梦之岛公园（日语：／），是位于东京都江东区梦之岛的一座东京都立的体育公园。所在地梦之岛是在1957年到1967年间作为垃圾填埋场填海而成的土地。此后这片土地作为公园进行整备，于1978年向公众开放。

## 概述
梦之岛公园是位于梦之岛的西北部、占地433,212.23平方米的大规模公园。公园被明治通南北纵贯，分为东西两部。故而有北部的渚桥（日语：なぎさ橋）和中部的鸥桥（日语：かもめ橋）两座过街天桥连接东西两侧。园中植有桉树、银荆、榔榆、日本石柯（學名：Lithocarpus edulis)、樟树等树木。园内有乔木10300株，灌木11700平方米，约有11%的面积（50000平方米）为草坪。园内曾经有生产桉树的苗木林，现已不复存在，不过园内仍有日本最大的桉树林。
园内设置有田径场等体育设施。此外也有露天烧烤广场、具有宾馆功能的综合体育文化场馆“BumB 东京体育文化馆”（日语：BumB 東京スポーツ文化館）、热带植物园等各种设施。第五福龙丸展示馆设置于梦之岛北岸，距离該船被最终棄置的地点不远。通过展示第五福龙丸的相关历史，警醒世人避免再度发生类似的原子弹、氢弹事故。北岸还设有观光港口（日语：マリーナ）。这些设施使得梦之岛公园成为东京港地区的一处具有文化教育要素的休闲场所。
依照指定管理者制度，梦之岛公园由日比谷花坛等6家民间企业组成的Amenis梦之岛集团（日语：アメニス夢の島グループ）运营。日本共产党数年一度的红旗祭典（日语：赤旗まつり）在举行活动时，租用公园（包括西部）的场地和大部分设施。
江东区综合运动场，即梦之岛公园西部的运动设施群，属于江东区管理的区域。故而由江东区指定的管理者运营，而不属于Amenis梦之岛集团管理。北部的观光港口也独立作为“梦之岛海上车站”由其他公司运营。

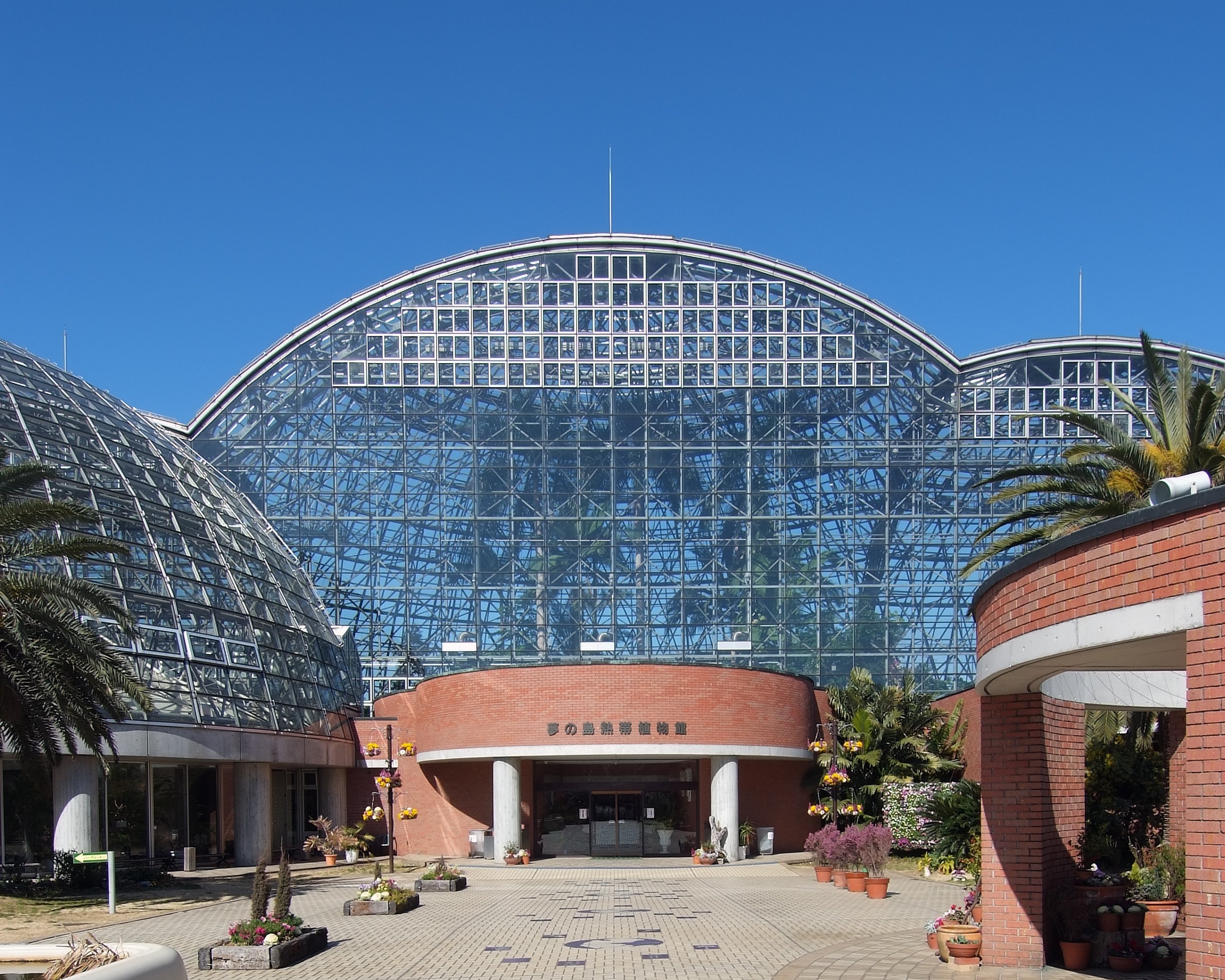
热带植物馆
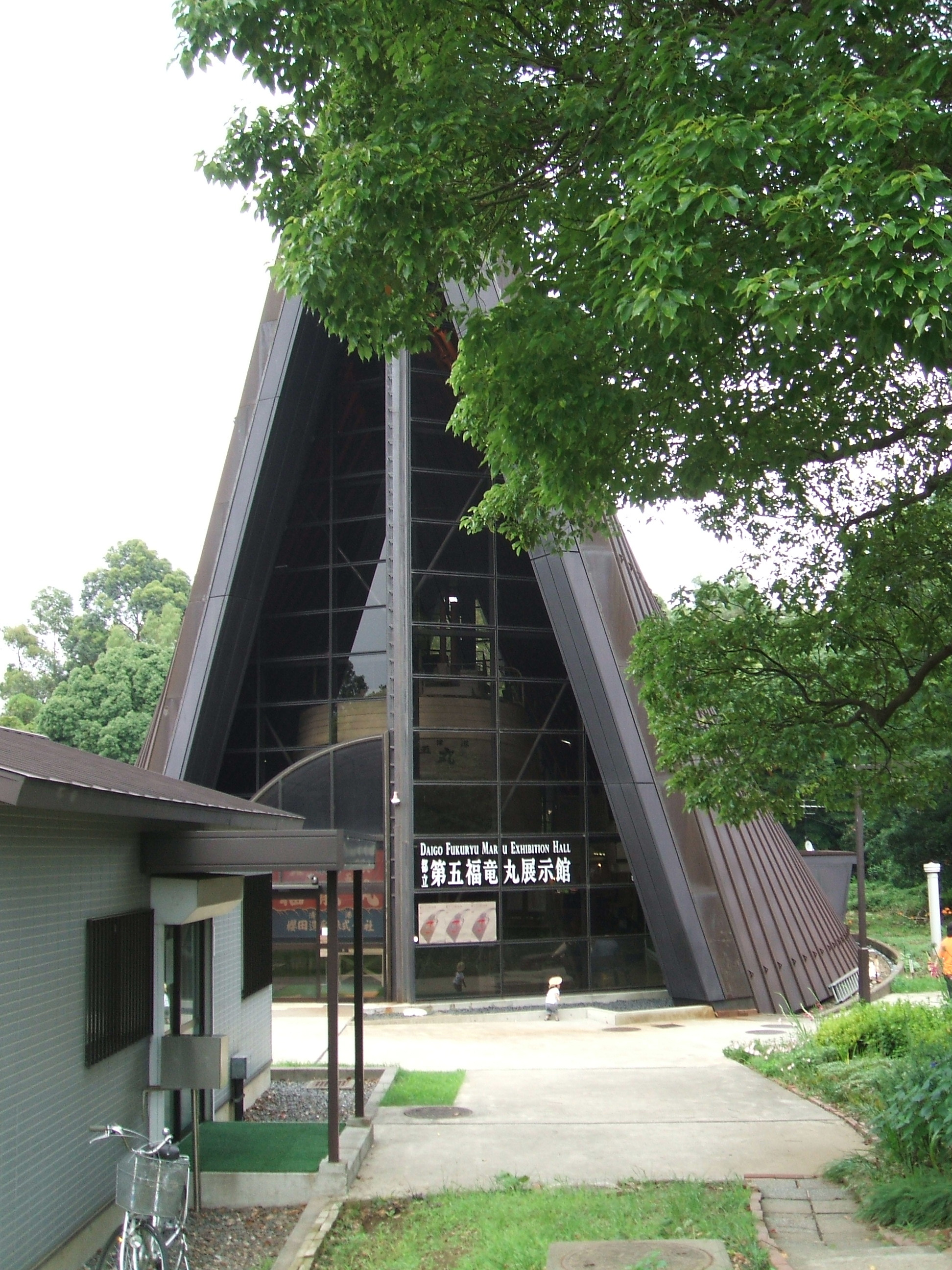
第五福龙丸展示馆
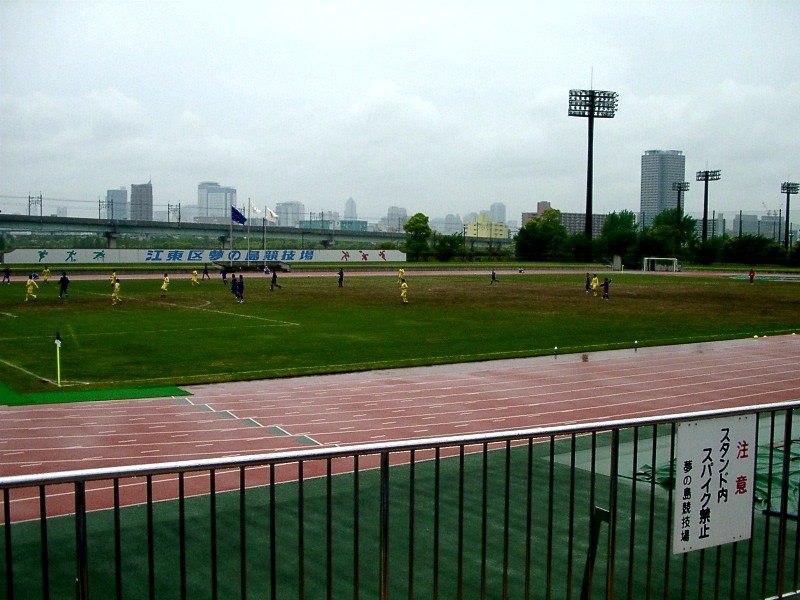
江东区梦之岛竞技场
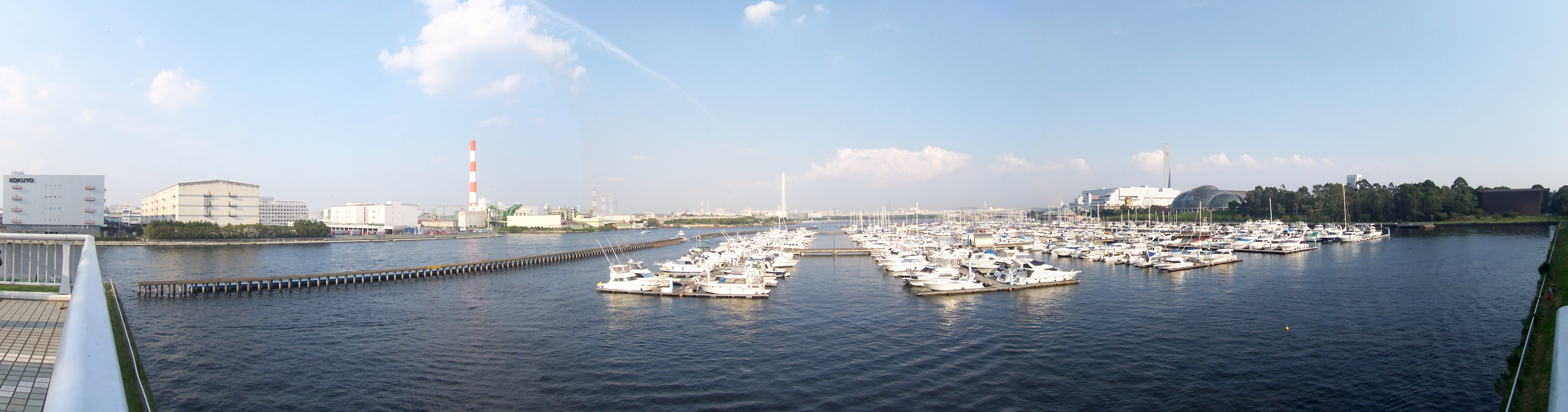
梦之岛观光港口

### 设施
以下各设施，如无特殊说明，地址都是。

#### 西侧部分
- 江东区梦之岛综合运动场
  - 江东区梦之岛运动场（棒球·垒球）
  - 江东区梦之岛竞技场（日语：江東区夢の島競技場）
- 一处停车场

#### 东侧部分
- 田径场（夢の島公園陸上競技場）
  - 有和砂土跑道和天然草坪的赛场。仅在一侧有混凝土阶梯看台和座席。
  - 作为东京都心的大规模绿地，经常被用于户外音乐节，例如WORLD HAPPINESS（日语：ワールド・ハピネス）。
- 多功能竞技场
- BumB 东京体育文化馆（日语：BumB 東京スポーツ文化館） 9:00 - 22:00
- Wild Flower花坛（日语：ワイルドフラワー花壇）
- 梦之岛热带植物馆 9:30 - 17:00（16:00之后不可入场）
  - 公园事务管理所
- 森林学校
- 东京都立第五福龙丸展示馆 9:30 - 16:00
- 露天烧烤广场 10:00 - 16:00
- 饮水处18处
- 自动售货机5台
- 休息处1处
- 独立的公共厕所5处
- 停车场2处（北侧和南侧）
- 梦之岛观光港口（日语：ゆめのしま海の駅）

## 观光信息

### 入园
- 开放时间：无限制。
- 开放日：年中无休。但露天烧烤广场在年末年初时休息，热带植物馆和第五福龙丸展示馆在年末年初和周一休业。
- 门票：免费。但是热带植物馆和体育场馆收费。
  - 租赁公园场地举办大型活动的红旗祭典是对参加者收费的。在红旗祭典中如果只是参观公园或使用特定设施，可以和接待处沟通后免费进入。[7]
  - 红旗祭典的参加者购买热带植物馆的门票有优惠。

### 交通

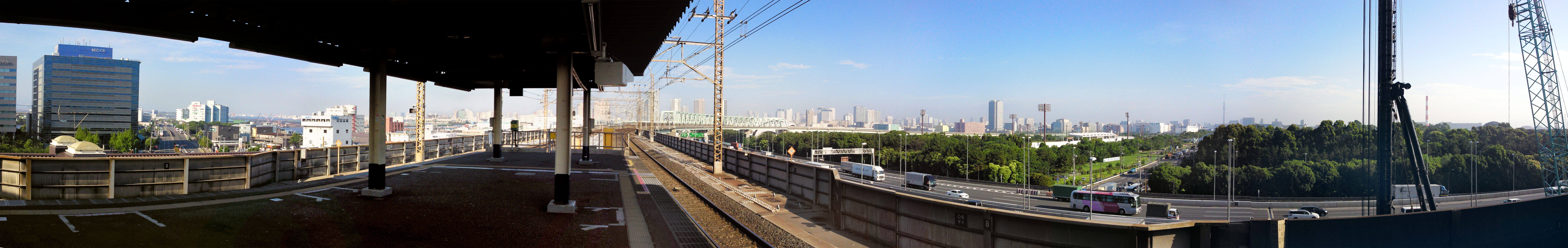
JR新木场站和梦之岛公园（右侧）

- 从东日本旅客铁道京叶线、东京地下铁有乐町线、东京临海高速铁道临海线的新木场站出发徒步2分钟
- 乘都营巴士[锦18][急行05]、[木11]系统，在梦之岛停留所下车
- 从首都高速公路湾岸线的新木场出入口出发驾车约5分钟
  - 南侧的第1停车场有352个停车位，北侧的第2停车场有103个停车位。大型车辆仅可使用第1停车场。24小时可用。

## 周边设施
公园以南除了新木场车站以外，主要是第一木材仓库及周边的木材工厂、仓库区，没有居住区和商业街。与北侧（新砂）和西侧（辰巳）之间有运河分隔。因而在此可以不必担心对居民的噪音干扰，适合举办大型音乐活动。

### 梦之岛
- 梦之岛休憩之家（敬老院）
- 新江东清扫工厂
- 梦之岛东少年棒球场

### 新木场
- STUDIO COAST（日语：STUDIO COAST）
- 木材·胶合板博物馆（日语：木材・合板博物館）
- 东京都东京直升机场

### 辰巳
- 东京辰巳国际游泳馆（日语：東京辰巳国際水泳場）
- 辰巳森林海滨公园（日语：辰巳の森海浜公園）
- WOWOW放送中心